# William Z. Ripley
Pour les articles homonymes, voir Ripley.
William Zebina Ripley (13 octobre 1867 - 16 août 1941) est un auteur d'ouvrages d'anthropologie raciale et un économiste américain, maître de conférences à l'Université Columbia, professeur d'économie au Massachusetts Institute of Technology, professeur d'économie politique à l'Université Harvard. Ripley était célèbre pour sa théorie des trois races européennes. Son travail d'anthropologie raciale a ensuite été repris par des anthropologues physiques racialistes, des eugénistes, des suprémacistes blancs, des théoriciens du nordicisme et des racistes en général ; son travail universitaire a été jugé valable à son époque ; il est aujourd'hui considéré comme un excellent exemple de racisme scientifique et de pseudoscience,.

## Formation et carrière
Il est né à Medford, Massachusetts, en 1867 de Nathaniel L. Ripley et d'Estimate RE Ripley (née Baldwin). Il a fréquenté le Massachusetts Institute of Technology pour ses études de premier cycle en ingénierie, obtenant son diplôme en 1890, et il a obtenu une maîtrise et un doctorat de l'Université de Columbia en 1892 et 1893 respectivement. En 1893, il épousa Ida S. Davis.
De 1893 à 1901, Ripley a enseigné la sociologie à l'Université de Columbia et de 1895 à 1901, il a été professeur d'économie au MIT. À partir de 1901, il est professeur d'économie politique à l'Université Harvard.
Il fut membre correspondant de la Société d'anthropologie de Paris, de la Société d'anthropologie romaine, de la Société nationale des sciences naturelles de Cherbourg et, en 1898 et 1900 à 1901, il fut vice-président de l'American Economic Association.

## Carrière

### Les Races d'Europe

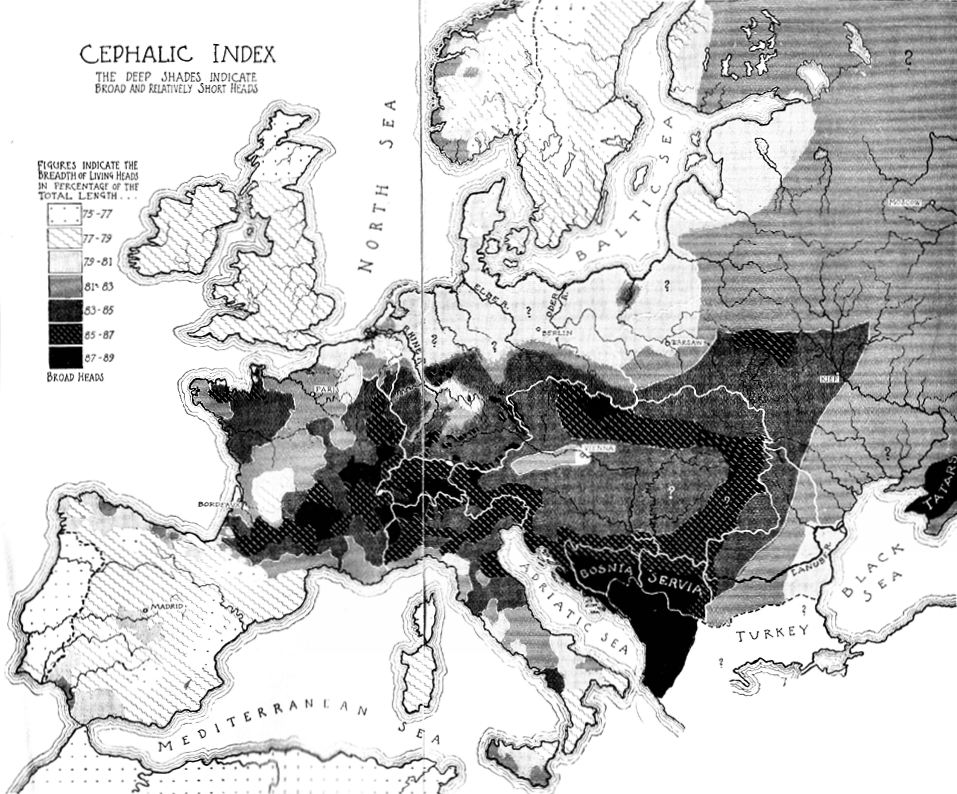
Carte de Ripley de l'indice céphalique en Europe, tirée de The Races of Europe (1899).

En 1899, il est l'auteur d'un livre intitulé The Races of Europe: A Sociological Study, issu d'une série de conférences qu'il avait données au Lowell Institute de Columbia en 1896. Cet ouvrage que Ripley, écrit pour aider à financer l'éducation de ses enfants, est devenu un ouvrage d'anthropologie largement accepté, en raison de sa rédaction soignée, de sa compilation de données apparemment valides et de sa critique des données de nombreux autres anthropologues en Europe et aux États-Unis.

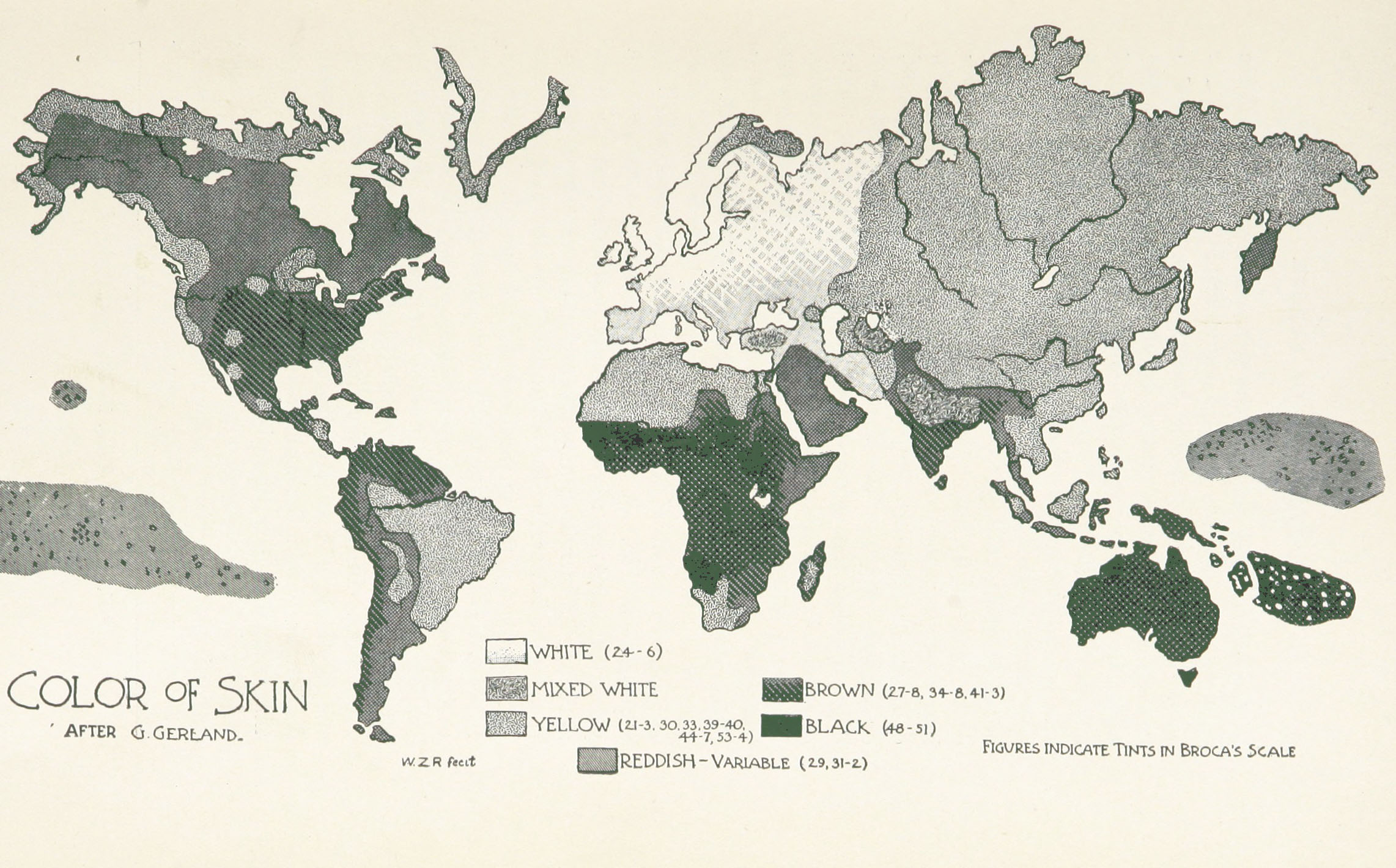
Carte de la couleur de la peau - les chiffres indiquent la teinte sur l'échelle de Broca

Ripley a fondé ses conclusions sur la race sur ses tentatives de corréler les données anthropométriques avec les données géographiques, notamment en utilisant l'indice céphalique, qui à l'époque était considéré comme une mesure anthropométrique fiable. Sur la base de ces mesures et d'autres données socio-géographiques, Ripley a classé les Européens en trois races distinctes :
1. Race nordique ou teutonique - les membres de la race du nord avaient un crâne long (ou dolichocéphale), de grande taille et avaient des yeux et des cheveux clairs.
2. Race alpine - les membres de la race centrale avaient un crâne rond (ou brachycéphale), étaient trapus et de taille moyenne, leurs yeux et cheveux avaient une couleur intermédiaire.
3. Race méditerranéenne - les membres de la race méridionale avaient un crâne long (ou dolichocéphale), étaient de petite taille et possédaient des yeux et des cheveux foncés.

Il écrit à ce sujet : « La race européenne, de l’homme blanc, n’est pas unique et indivisible. Il y a une hiérarchie des races blanches. La nordique, pour sa pureté est celle de l’homme blanc par excellence. La méditerranéenne, qui ressemble à la race noire est l’inférieure».
Il pense que la culture anglo-saxonne « qui illumine le monde civilisé » sera détruite par « les vagues d’immigrants européens aux États-Unis. ».
Ripley s'inspire de l'anthropologie d'Arthur de Gobineau.
Comme beaucoup d’Américains de son époque, de tous niveaux d’éducation, Ripley croyait que le concept de race expliquait les différences entre êtres humains. Mieux encore, il pensait qu’il s’agissait du moteur central de la compréhension de l’histoire humaine, même si ses travaux accordaient également une grande importance aux facteurs environnementaux et non biologiques, tels que les traditions. Il pensait, comme il l'écrivait dans l'introduction de Races of Europe, que :
« La race, à proprement parler, n'est responsable que des particularités mentales ou corporelles qui se transmettent avec constance selon les lignes de descendance physique directe de père en fils. De nombreux traits mentaux, aptitudes ou penchants, en revanche, qui réapparaissent persistants dans les populations successives peuvent provenir d'une source entièrement différente. Ils peuvent descendre collatéralement, selon les lignes d'une suggestion purement mentale, en vertu d'un simple contact social avec les générations précédentes
Dans son livre, Ripley propose également l'idée selon laquelle « l'Afrique commence au-delà des Pyrénées », comme il l'écrit à la page 272 :
"Au-delà des Pyrénées commence l'Afrique. Une fois cette barrière naturelle franchie, se présente à nous le type racial méditerranéen dans toute sa pureté. Les phénomènes humains sont tout à fait parallèles à la transition soudaine vers la flore et la faune du sud. La population ibérique ainsi isolée de le reste de l’Europe, est alliée à tous égards anthropologiques importants avec les peuples habitant l’Afrique au nord du Sahara, de la mer Rouge à l’Atlantique. »
Le système tripartite des races de Ripley le mettait en désaccord à la fois avec des confrères : avec ceux qui insistaient sur le fait qu'il n'y avait qu'une seule race européenne, et avec ceux selon lesquels il y avait au moins dix races européennes (comme Joseph Deniker, qui Ripley considérait comme son principal rival). Jan Czekanowski reproche à Ripley d'avoir omis l'existence d'une race arménoïde, que Czekanowski prétendait être l'une des quatre races principales d'Europe, rencontrées notamment parmi les Européens de l'Est et du Sud. Écrivant à une époque où de telles théories racistes étaient largement acceptées parmi les universitaires, Ripley fut le premier Américain à recevoir la médaille Huxley du Royal Anthropological Institute en 1908 pour ses contributions à l'anthropologie.
Les Races of Europe, dans leur ensemble, sont devenus un livre influent de l'époque dans le domaine alors accepté de la taxonomie raciale. Le système tripartite de classification raciale de Ripley a été particulièrement défendu par le propagandiste raciste Madison Grant, qui a changé le type « teutonique » de Ripley en  type nordique (prenant le nom, mais rien d'autre, de Deniker), qu'il a présenté comme une race maîtresse.

### Économie
Ripley a travaillé sous la direction de Theodore Roosevelt à la Commission industrielle des États-Unis en 1900, aidant à négocier les relations entre les compagnies ferroviaires et les sociétés de charbon d'anthracite. Il a siégé à la Commission des huit heures en 1916, ajustant les salaires des chemins de fer à la nouvelle journée de travail de huit heures. De 1917 à 1918, il fut administrateur des normes du travail pour le département américain de la Guerre et contribua à régler les grèves des chemins de fer.
Ripley fut vice-président de l'American Economics Association en 1898, 1900 et 1901, et en fut élu président en 1933. De 1919 à 1920, il a été président de la Commission nationale d'ajustement du United States Shipping Board, et de 1920 à 1923, il a siégé à l'Interstate Commerce Commission. En 1921, il était inspecteur spécial de la ICC pour la construction des chemins de fer. C'est là qu'il rédigea le plan de l'ICC pour la consolidation régionale des chemins de fer américains, connu sous le nom de Plan Ripley . En 1929, le CCI publia le plan Ripley sous le titre Plan complet de consolidation . De nombreuses audiences ont eu lieu par la CCI concernant le plan sous le thème « En matière de consolidation des chemins de fer des États-Unis en un nombre limité de systèmes »,. (En 1940, cependant, le Congrès a refusé d'adopter le plan de consolidation )
Depuis  une série d'articles dans l' Atlantic Monthly en 1925 sous les titres « Stop, Look, Listen ! », Ripley est devenu un critique majeur des pratiques des entreprises américaines. En 1926, il publia une critique des pratiques de spéculation et de secret de Wall Street. Son portrait occupe une page complète dans le New York Times avec le titre "Quand Ripley parle, Wall Street en tient compte". Selon le magazine Time, Ripley est devenu largement connu sous le nom de « le professeur qui a secoué Wall Street »
Cependant, après un accident d'automobile en janvier 1927, Ripley souffrit d'une dépression nerveuse et fut contraint de récupérer dans un sanatorium du Connecticut. Après le krach de Wall Street de 1929, on lui attribue parfois le mérite d'avoir prédit le désastre financier. En décembre 1929, le New York Times déclarait :
"Il y a trois ans, [Ripley] a prononcé des mots simples à propos de Wall Street. Un accident de voiture et une dépression nerveuse ont suivi. Il y a quelques semaines, Wall Street a connu son krach et sa dépression. Aujourd'hui, le professeur Ripley se prépare à reprendre ses cours à Harvard en février prochain. "
Ripley est décédé en 1941 dans sa résidence d'été à East Edgecomb, dans le Maine. Une nécrologie du New York Times impliquait que Ripley avait prédit le krach de 1929 avec ses « exposés intrépides » sur les pratiques de Wall Street, en particulier sa déclaration selon laquelle :
"La prospérité, non réelle mais spécieuse, peut en effet être indûment prolongée par des moyens artificiels, mais en fin de compte, la vérité est vouée à prévaloir."
Son livre, Railway Problems: An Early History of Competition, Rates and Regulators, a été réédité en 2000 dans le cadre d'une série « Business Classic ».

### Sources primaires
- William Zebina Ripley, Railroads : Rates and Regulation, Longmans, Green, 1913 (lire en ligne)
- William Zebina Ripley, Main Street and Wall Street, Little, Brown, 1927 (lire en ligne)
- William Zebina Ripley, The Races of Europe : A Sociological Study, D. Appleton., 1899 (lire en ligne)

### Sources secondaires
- (en) « W. Z. Ripley | Social Darwinist, Eugenics & Race Theory | Britannica », sur Encyclopædia Britannica, 9 octobre 2023 (consulté le 9 novembre 2023)
- Paul J. Miranti Jr., «William Z. Ripley», History of Accounting: An International Encyclopedia. 1996, p. 502-505.
- Samuel Schneider, Three American economics professors battle against monopoly and pricing practices : Ripley, Fetter, and Commons : "three for the people", Edwin Mellen Press, juin 1998, 226 p. (ISBN 978-0-7734-8329-3, lire en ligne)
- Heather Winlow (2006), « Mapping Moral Geographies: W. Z. Ripley's Races of Europe and the United States », Annals of the Association of American Geographers, 96:1, 119-141, DOI: 10.1111/j.1467-8306.2006.00502.x